# Гаубичный артиллерийский полк РККА
Гаубичный артиллерийский полк (гап) — тактическое формирование Рабоче-крестьянской Красной армии периода Великой Отечественной войны.

## Описание
На 19 ноября 1942 года в составе РККА находилось 192 гаубичных артиллерийских полка, в том числе 64 полка большой мощности. В составе гаубичного (тяжёлого гаубичного) полка находилось 2 дивизиона с тремя батареями по 4 орудия в каждой, всего 24 ед. 122-мм или 152-мм гаубиц, в составе полков большой мощности штатно находились 12 ед. 203-мм гаубиц Б-4. Весной 1943 года некоторые гаубичные артиллерийские полки большой мощности пущены на формирование 11 гаубичных артиллерийских бригад большой мощности (×24 203-мм гаубицы). 
Гаубичные артиллерийские полки находились в составе лёгких гаубичных артиллерийских бригад (по 3 полка), армий и фронтов. В созданных в 1944 году дивизионных артиллерийских бригадах 9-й гвардейской армии находился 1 гаубичный полк (×20 122-мм гаубиц). По 2 гаубичных полка также имелись в корпусных бригадах стрелковых корпусов 9-й гвардейской армии. Некоторое время полковое звено существовало в гаубичных бригадах РГК, но затем было ликвидировано и дивизионы стали подчиняться напрямую бригаде.